# Севернорусская этнографическая группа

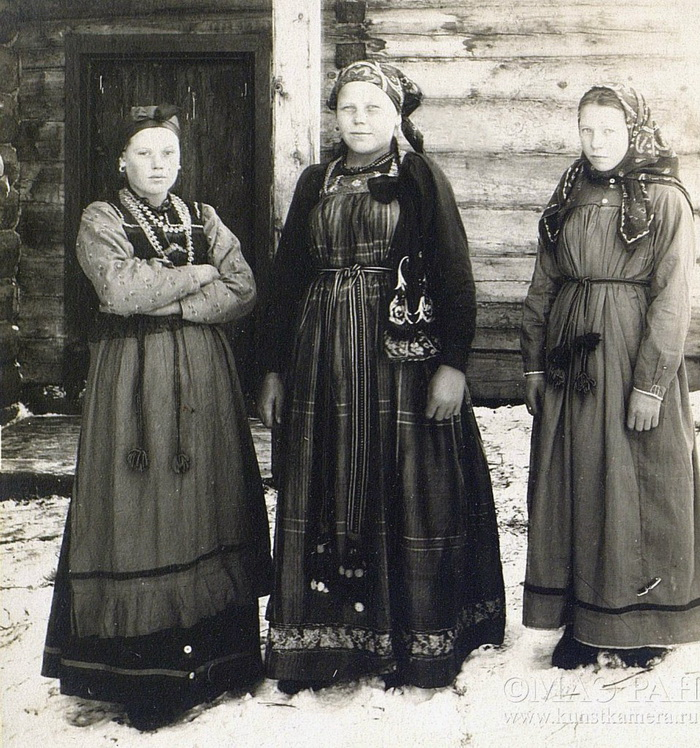
Поморские женщины. Начало XX века

Севернору́сская этнографи́ческая гру́ппа (также севернорусская историко-культурная зона, севернорусская историко-культурная группа, севернорусская этнографическая зона, северные великорусы, северорусы, северные русские, севернорусские) — одна из трёх крупных этнографических групп русского народа, распространённых на территории Европейской части России (наряду со среднерусской и южнорусской). Областью расселения данной группы является обширная территория от бассейна реки Волхов на западе до Мезени и верховьев Вятки и Камы на востоке к северу до берегов Белого и Баренцева моря.
Севернорусская этнографическая группа характеризуется своеобразием элементов культуры и быта, а также наличием ярких диалектных особенностей, значительно отличающихся от диалектов, культуры и быта южных великорусов. Расхождения в традиционной культуре двух групп русского народа стали причиной появления в российской этнографии в течение некоторого времени мнения о существовании двух самостоятельных народов — северновеликорусского и южновеликорусского, но эта точка зрения не получила широкого распространения, поскольку единство русского народа на всех территориях его расселения выражается безусловной общностью самосознания, а также близостью языка и культуры (в сравнении с другими родственными народами и их языками).
Преимущественно севернорусское происхождение имеют группы русских Приуралья (Кировская, Пермская, Свердловская, Челябинская области и другие районы), а также старожильческое население Западной Сибири (сибиряки).
В составе севернорусской этнографической группы выделяется основной массив русских, для которых характерно «общерусское» самосознание, и несколько обособленных групп с ярко выраженными культурно-бытовыми особенностями и осознанием отличия от остального русского населения: в их число входят поморы, сицкари, тудовляне, усть-цилёмы и некоторые другие субэтнические группы, самой крупной и устойчивой из которых являются поморы.

## Вопросы терминологии
Определение северной группы русских как «этнографической группы» соответствует терминологии советского историка и этнографа Ю. В. Бромлея. По его мнению, этнографическая группа представляет собой особую группу в составе этноса, отличающуюся спецификой традиционной культуры, а иногда также особенностями языка и внешнего облика, но не обладающую самосознанием и особым названием. Этнографическим группам Ю. В. Бромлей противопоставил субэтносы, которые характеризуются теми же особенностями, что и этнографические группы, но имеют при этом особое самосознание, выражающееся в названии. Термин «этнографическая группа» близок понятию «историко-этнографическая область», используемому в исследовании 1973 года «Этнос и этнография».
Как «историко-культурная группа русского народа» севернорусская группа отмечается в издании 1964 года «Народы Европейской части СССР».
Как «этнографическая» севернорусская группа обозначена в статье Г. Н. Озеровой и Т. М. Петровой 1979 года «О картографировании групп русского народа на начало XX в.»: «этнографические группы, выделенные в науке, например, северная, средняя, южная… которые являются чисто научными понятиями и не отражаются в сознании людей».
В статье «Русские» из энциклопедии «Народы и религии мира» севернорусская группа упоминается под названиями «историко-этнографическая группа», «большая этнографическая зона русского народа» или просто как «северные великорусы».
В коллективной монографии «Русские» в разделе «Этнографические группы русского народа» севернорусская группа упоминается как «северная историко-культурная зона» или «севернорусская этнографическая группа».

## История
До прихода восточных славян север Европейской части России был населён финно-угорскими племенами. Освоение этой территории (современной севернорусской историко-культурной зоны), продолжившее процесс заселения земель Волго-Окского междуречья славянскими переселенцами, началось с XI века. Колонизация севера шла двумя потоками — из новгородского Приильменья и из ростово-суздальского Волго-Окского междуречья. В XI—XII веках основной поток восточнославянского переселения на север шёл из новгородских земель в пределы современной Карелии и бассейн среднего и нижнего течения Северной Двины. Эти территории были включены в сферу влияния Киевской Руси сравнительно рано — во времена расцвета Древнерусского государства (в XI—XII веках). Менее значительным был колонизационный поток славян из Ростово-Суздальской Руси, осваивавший в основном области верхней и средней Северной Двины, Белозерье и бассейн Сухоны. Часть этих областей также была освоена в ранний период, в частности, центр земель веси — Белозерье — вошёл в состав Ростово-Суздальской земли уже в XI—XII веках. Как правило, освоение северных территорий не сопровождалось длительными военными столкновениями. По мнению В. А. Александрова и В. А. Тишкова, при обилии свободных угодий на севере сферы хозяйственной жизни у славян переселенцев-земледельцев и промысловиков финно-угров практически не соприкасались друг с другом и не предполагали каких-либо конфликтов.
Завершающей фазой освоения Русского Севера стало заселение русскими Поморья (собирательного названия областей от Карелии и до Уральских гор, примыкающих к Белому и Баренцеву морям, в бассейнах Северной Двины, Онеги и Печоры). Расселение русских в Поморье сопровождалось межэтническими контактами с местным населением — карелами, вепсами, саамами, коми-зырянами, коми-пермяками и ненцами. Поморские земли изначально были включены в политическую орбиту Киевской Руси, а с её ослаблением и распадом — в орбиту Новгородской боярской республики и князей Северо-Восточной Руси.
С XIII века отмечается усиление притока русских на север, вызванное монголо-татарским нашествием с последующим установлением монголо-татарского ига. Наиболее интенсивным периодом освоения севера русскими переселенцами стали XIV—XVI века, в это время здесь активно шло развитие светского и монастырского феодального землевладения. Одновременно с этим в XIV веке на Русском Севере началось строительство большого числа монастырей. К XVI веку наиболее обжитыми областями Русского Севера были бассейны Сухоны, среднего течения Северной Двины и её левого притока Ваги, а также Заонежье и Белозерский край, в которых развивалось пашенное земледелие. В Тотьме и Соли-Вычегодской распространилось солеварение. Важное значение для экономического развития этого региона имел Сухоно-Двинский речной путь от Вологды до Белого моря. В северо-западных областях Поморья наиболее распространены были кузнечное ремесло и железоделательные промыслы. В северо-восточных областях Поморья преобладали охота на пушного зверя и морские промыслы, а также солеварение. Поморы начали осваивать с XIV века полярное судоходство на Шпицберген и Новую Землю. Одна из последних территорий севера — восточное Поморье (Камско-Печерский край) — стало интенсивно осваиваться с XVII века. В XIV — начале XV века русские появились в Верхнем Прикамье, в конце XV — начале XVI века начали освоение Приуралья, активная же колонизация Пермского края и других приуральских областей выходцами из Поморья началась со второй половины XVII века. Также в XVII веке происходил отток севернорусского населения через Урал в Сибирь. В процессе заселения северных территорий расширялась русская этническая территория, на которой формировалась особая этнически культурная часть русского народа с присущими только ей особенностями материальной и духовной культуры — северные великорусы. В результате длительных междиалектных контактов новгородских и ростово-суздальских переселенцев, осваивавших Русский Север, с XII—XIII веков постепенно складывался язык северных великорусов — севернорусское наречие. В процессе обособленного развития к XVII—XVIII векам в севернорусских говорах в равной степени закрепляются те или иные черты новгородского и ростово-суздальского происхождения (в числе прочего сохраняется архаичное оканье), а также складываются собственные диалектные инновации, свидетельствующие о формировании самостоятельного диалектного объединения — северного наречия русского языка.
Этнографические особенности северных великорусов отчётливо прослеживались вплоть до начала XX века, но уже к 1950—1960 годам стали во многом сглаживаться. Тем не менее, севернорусские черты в языке, фольклоре, обычаях, постройках и прочих элементах культуры и быта сохраняются в той или иной степени у жителей Русского Севера до настоящего времени.

## Ареал
Территория расселения русских северной этнографической группы охватывает области от бассейна реки Волхов на западе до Мезени и верховьев рек Вятка и Кама на востоке — Новгородская область, Карелия, Архангельская, Вологодская, Ярославская, Ивановская и Костромская области, север Тверской и Нижегородской областей, восток Ленинградской области, а также ряд других районов. С севера данная территория ограничена берегами Белого и Баренцева морей. Ареал севернорусской этнографической группы непосредственно не граничит с территорией расселения южнорусской этнографической группы — их разделяет широкая полоса переходной среднерусской этнографической зоны, размещённой главным образом в междуречье Оки и Волги.

## Особенности

### Общие сведения

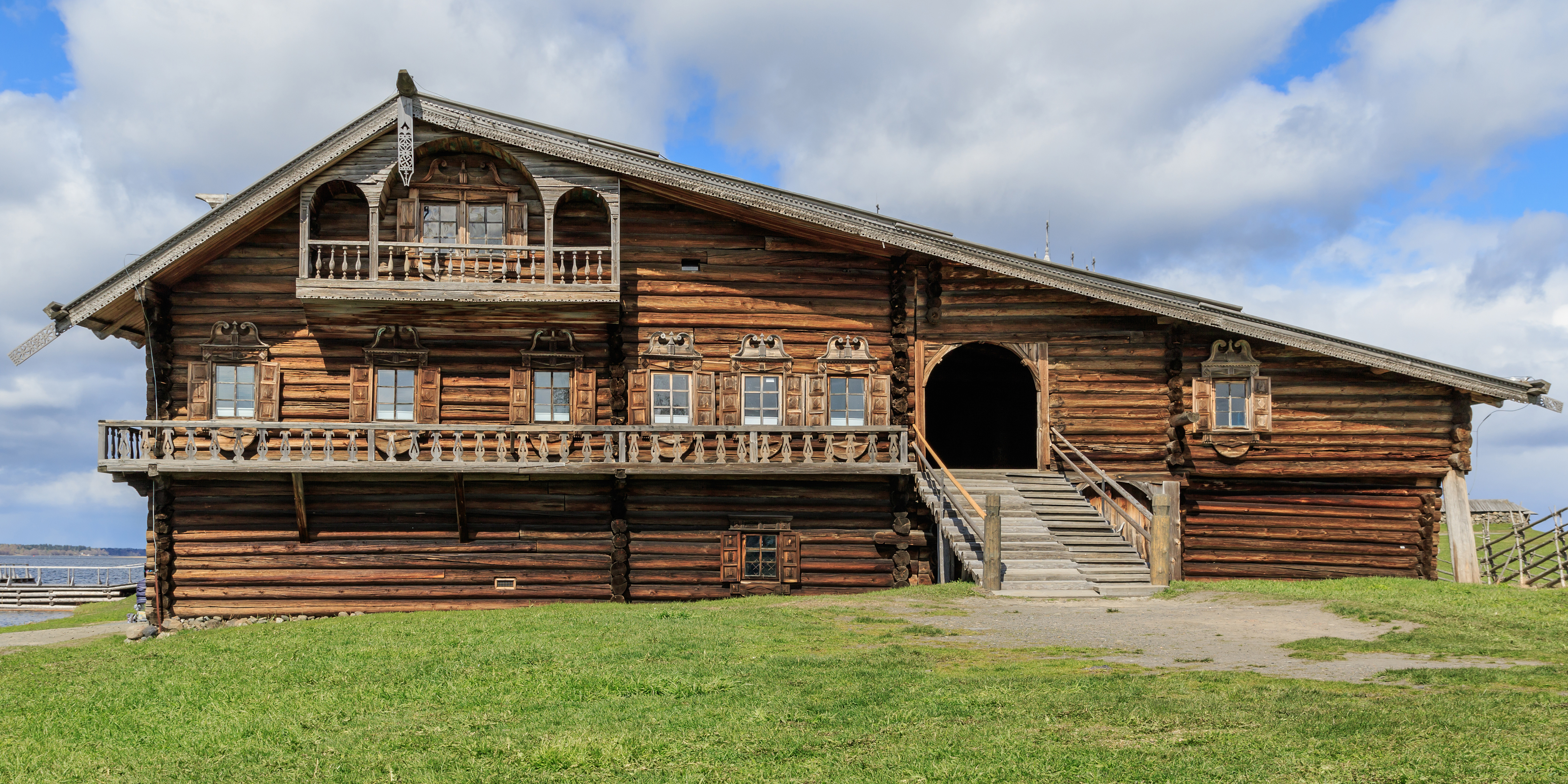
Дом зажиточного севернорусского крестьянина (Кижи, построен в деревне Ошевнево Медвежьегорского района Карелии в 1876 году)

Севернорусская этнографическая группа характеризуется распространением окающих говоров севернорусского наречия, которые противопоставлены распространённым в южнорусских областях акающим говорам южнорусского наречия. Среди культурно-бытовых особенностей на севере отмечается преобладание малодворных сельских поселений, образующих отдельные «гнёзда» селений (небольшие деревни и сёла-погосты), в то время как на юге преобладали большие многодворные селения. Для севернорусской деревни характерно монументальное жилище — развитый многокамерный высокий дом с примыкающим к нему крытым (нередко двухэтажным) хозяйственным двором, в южнорусских селениях строились в основном наземные жилища — низкая (без подклета) изба или хата со своеобразной планировкой и открытым двором (а часто и совсем без двора). В прошлом различалась женская традиционная одежда — на севере был распространён сарафанный комплекс женского костюма, на юге — костюмный комплекс с понёвой. Различались сельскохозяйственная техника и её терминология, в частности, на севере в качестве главного пахотного орудия чаще всего использовалась соха. Имелись отличия в вышивках и орнаменте — для северных великорусов был характерен особый сюжетный орнамент в вышивках и росписях, для южных — полихромный геометрический орнамент. Кроме того, на Русском Севере отмечалось бытование былин, протяжных песен и причитаний и т. д. В настоящее время многие из культурно-бытовых черт, характеризовавшие русских разных областей (например, народный костюм, вышивки и прочее), уже практически не встречаются, исключая разве что старообрядческие сёла.
Ряд севернорусских особенностей (наряду с южнорусскими) распространён в среднерусской этнографической группе и (наряду со среднерусскими, южнорусскими и белорусскими) — в группе русских переходной зоны, размещённой в бассейне реки Великой, верховьев Днепра и Западной Двины. Во многом сходна материальная культура северных великорусов и русских северо-восточной территории, так называемого Приуралья, в которую входят Кировская, Пермская, Свердловская, Челябинская области, а также ряд прилегающих к данным областям районов. Их объединяют диалектные особенности (оканье и другие черты), схожие приёмы в сельском хозяйстве, общность в свадебном обряде, традиционной пище и т. д. Вместе с тем для русских Приуралья характерны и среднерусские элементы в культуре и быте. Также севернорусские культурно-бытовые черты отличают сибирских старожилов (переселявшихся в XVI—XVII веках с Русского Севера и Приуралья), прежде всего население Западной Сибири, в котором в прошлом преобладали окающие говоры.
В свою очередь на севернорусской (как и на южнорусской) территории получили распространение среднерусские особенности — в жилище, одежде, обычаях и т. д. В частности, широко распространились женский традиционный костюм с кокошником и жилище на подклете средней высоты, которые приобрели со временем общерусский характер.

### Антропология
Северные великорусы в антропологическом отношении тяготеют к северноевропеоидной расе.
Согласно исследованиям В. В. Бунака, представители северной этнографической группы русских относятся к ильменско-белозерской, вологдо-вятской, вятско-камской и отчасти к западной верхневолжской и восточной верхневолжской географическим зонам русских антропологических типов.
Ильменский тип (западные районы Русского Севера) характеризуется средним головным указателем (вариации от 81 до 82), высоким процентом светлых глаз (от 45 до 57) и светлых оттенков волос (от 29 до 40), сравнительно сильным ростом бороды и относительно высоким ростом тела. С ильменским типом схож белозерский антропологический тип. Близок к ильменскому также западный верхневолжский тип, для которого характерна более тёмная окраска волос (37 % светловолосых), более сильный рост бороды, более прямая спинка носа и бо́льшая частота века без складки.
Вологдо-вятский тип (восточные районы Русского Севера) характеризуется в сравнении с ильменским и валдайским типами меньшей длиной тела, более широким лицом, более тёмной окраской глаз и волос. Головной указатель несколько меньше, чем у валдайского со значением 82-84, доля вогнутой спинки носа также меньше, чем у валдайского и ильменского типов. Восточный верхневолжский тип отличается более тёмной пигментацией глаз и волос. В крайне восточной территории распространён вятско-камский тип. Его представители выделяются понижением доли светлых глаз до 35 % и незначительной уплощённостью горизонтального профиля. В вятско-камском регионе обнаружен небольшой процент эпикантуса.
Антропологический тип русских, населяющих территорию архангельского севера, близок ильменскому типу, отличаясь от него лишь немного более широким носом, большей частотой светлых глаз, более интенсивным ростом бороды, более профилированным лицом в горизонтальной плоскости и реже встречающейся складкой верхнего века. В. В. Бунак считал, что архангельскую группу можно включить в ильменский тип или рассматривать её как вариант ильменского типа. Особо рассматривается русское население бассейнов Пинеги и Мезени, водоразделов Онеги, Сухоны и Двины, где выделяется так называемый онежский антропологический тип. М. В. Витов включает в характеристику этого типа брахикефалию, относительную широколицесть, несколько более сильное развитие скул, сравнительно светлую пигментацию глаз и волос (в антропологических исследованиях этот тип известен как восточнобалтийский).

### Диалектные особенности
К основным диалектным чертам севернорусского наречия в области фонетики, отличающим его от южнорусского наречия, относят:
1. Различение гласных неверхнего подъёма после твёрдых согласных (оканье): в первом предударном слоге (д[о]ма́, н[о]шу́, тр[а]ва́), во втором предударном слоге (м[о]локо́, д[а]л’око́) и в заударных слогах (в го́р[о]дê, го́р[о]д, на́д[о], о́кн[а]). Для южнорусского диалектного региона характерно аканье: д[а]ма́, н[а]шу́, тр[а]ва́, м[ъ]локо́, д[ъ]л’око́, в го́р[ъ]дê, го́р[ъ]д или го́р[а]д, на́д[ъ] или на́д[а], о́кн[а].
2. Смычное образование звонкой заднеязычной фонемы /г/ и её чередование с /к/ в конце слова и слога: но[г]а́ — но[к], бер’о[г]у́с’ — бер’о́[к]с’а. Данная черта также известна во всех среднерусских говорах. В южнорусском ареале распространено фрикативное образование фонемы /г/ — [ү] с чередованием с /х/: но[ү]а́ — но[х], бер’о[ү]у́с’ — бер’о́[х]с’а.
3. Отсутствие /j/ в интервокальном положении, явления ассимиляции и стяжения в возникающих при этом сочетаниях гласных в формах прилагательных и глаголов: но́в[аа], но́в[а] «новая», молод[а́а], молод[а́] «молодая»; но́в[уу], но́в[у] «новую», молод[у́у], молод[у́] «молодую»; молод[ы́] «молодые», но́в[ы́] «новые»; дêл[аэ]т, дêл[аа]т, дêл[а]т «делает», ум[е́э]т, ум[е́]т «умеет», м[о́э]т, м[о́]т «моет». В говорах южного наречия, как и в литературном языке, в личных формах глаголов и прилагательных явление стяжения отсутствует, интервокальный /j/ сохраняется: но́в[аjа], молод[а́jа]; но́в[уjу], молод[у́jу]; молод[ы́jе], но́в[ы́jе]; дêл[аjе]т, ум[еjе]т, м[оjе]т.
4. Ассимиляция согласных по назальности в сочетании [бм], отсутствующее в южном наречии: о[мм]а́н «обман», о[мм]êр’а́л «обмерял».
5. Утрата [т], [т’] в конечных сочетаниях [ст], [с’т’]: мо[с], хво[с], кре[с], го[с’], ко[с’], противопоставленная сохранению сочетания ст на конце слова в южном наречии: мо[ст], хво[ст], кре[ст], го[с’т’], ко[с’т’].
6. Случаи произношения мягких шипящих [ж’] и [ш’] в соответствии /ж/ и /ш/: [ш’]и́бко, [ж’]ест’, [ш’]а́пка, [ж’]ена́. В южнорусских говорах встречаются только твёрдые шипящие.
7. Произношение отдельных слов: [пш]ени́ца (без вставного гласного); [р]и́га (с мягким [р’]); нут[р]о́ (с твёрдым [р]); ко[в]да́, ко[л]да́ «когда» (с согласным [в] или [л] вместо [г]); исключительное распространение слова где (с начальным согласным [г] различного образования). Данные слова соответствуют южнорусским: п[а]шени́ца или п[ъ]шени́ца; [р]ы́га; нут[р’]о́; ко[ү]да́, кода́; иде́, йде, ийде́, де наряду с үде «где».

К основным диалектным чертам севернорусского наречия в области морфологии, отличающим его от южнорусского наречия, относят:
1. Наличие у существительных женского рода с окончанием -а и твёрдой основой в форме родительного падежа единственного числа окончания -ы: у жон[ы́], со стен[ы́], с рабôт[ы]. Противопоставляется окончанию -е в этих же формах существительных в южном наречии: у жен[е́], со стен[е́], с рабо́т[и].
2. Безударное окончание -а у существительных среднего рода с твёрдой основой в форме именительного падежа множественного числа: п’а́тн[а], о́кн[а]. В говорах южнорусского наречия отмечается окончание -ы: п’а́тн[ы], о́кн[ы].
3. Склонение существительных с суффиксами -ушк-, -ишк- по типу слов второго склонения: дếдушко, мал’чи́шко; у дếдушка, у мал’чи́шка; к дếдушку, к мал’чи́шку и т. д. В южнорусском наречии подобные существительные склоняются по типу слов женского рода: дếдушка, мал’чи́шка; у дếдушки, у мал’чи́шки; к дếдушке, к мал’чи́шке и т. д.
4. Наличие форм существительных волк, вор, орêх в именительном падеже множественного числа с ударением на основе: во́лки, во́ры, орếхи. В южнорусском наречии ударение в этих формах существительных ставится на окончании: волки́, воры́, орêхи́.
5. Обобщение формы существительных и прилагательных в дательном и творительном падежах множественного числа: за новы́м дома́м, к новы́м дома́м; с пусты́м в’о́драм, к пусты́м в’о́драм. В южнорусском наречии формы существительных и прилагательных в дательном и творительном падежах множественного числа различаются: за новы́ми дома́ми, к новы́м дома́м; с пусты́ми в’о́драми, к пусты́м в’о́драм.
6. Употребление прилагательного то́лстый с ударением на окончании (толсто́й) в отличие от южного наречия, где это прилагательное имеет ударение на основе: то́лстой.
7. Наличие форм личных и возвратных местоимений единственного числа с различением окончаний в формах родительного/винительного и дательного/предложного падежей (с совпадением основ во всех указанных формах): мен’[а́], теб’[а́], себ’[а́] (в родительном и винительном падежах); мн[ê], теб[ê], себ[ê] (в дательном и предложном падежах). В южнорусском диалектном регионе все формы данных местоимений имеют окончание -е (с различением основ): мен[ê], теб[ê], себ[ê] (в родительном и винительном падежах); мн[ê], тоб[ê], соб[ê] (в дательном и предложном падежах).
8. Распространение твёрдого окончания -т при его наличии в форме глаголов 3-го лица единственного и множественного числа: но́си[т], но́с’а[т]. В южнорусских говорах окончание -т’ мягкое: но́си[т’], но́с’а[т’].
9. Различение гласных в безударных окончаниях глаголов настоящего времени 3-го лица множественного числа I и II спряжения: пи́ш[у]т, дếлай[у]т — ды́ш[а]т, но́с’[а]т. В южнорусском наречии окончания в указанных формах глаголов совпадают: пи́ш[у]т, дếлай[у]т — ды́ш[у]т, но́с’[у]т
10. Наличие формы повелительного наклонения глагола лечь — л’яг, противопоставленной южнорусской форме л’яж.
11. Ударение на окончании в личных формах единственного и множественного числа у глаголов II спряжения солить, дарить, катить и т. п.: соли́ш, соли́т, соли́м. В южном наречии отмечено передвижение ударения на основу: со́лиш, со́лит, со́лим.

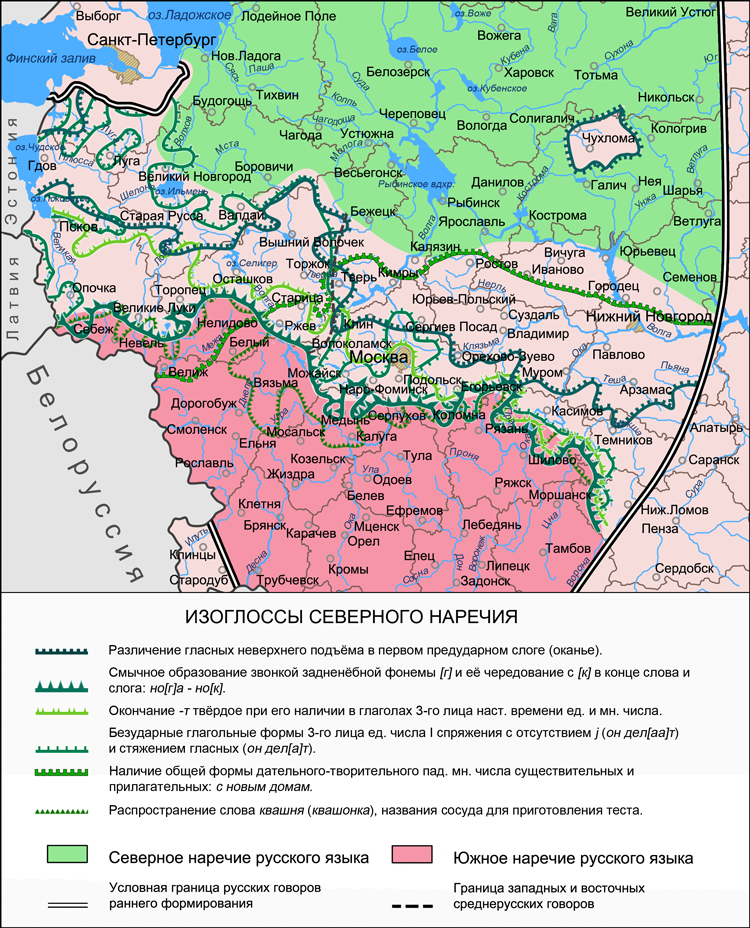
Изоглоссы северного наречия на территории среднерусских говоров (важнейшие пучки изоглосс показаны каждый при помощи одной, типичной для пучка, изоглоссы)

В области лексики также имеются различия, которые полностью охватывают территории севернорусского и южнорусского наречий. В северном ареале распространены такие слова, как квашня́, квашо́нка «посуда для приготовления теста»; ковш, ко́вшик «сосуд, которым черпают воду»; о́зимь, о́зима «всходы ржи»; ла́ет (о собаке); ора́ть наряду с паха́ть «пахать»; сковоро́дник «приспособление для вынимания сковороды из печи»; зы́бка «подвешиваемая к потолку колыбель»; кафта́н «мужская одежда определённого покроя»; суя́гная, суя́ная, суя́нная «суягная» и ягни́лась, объягни́лась, яни́лась «ягнилась» (об овце); берёжая наряду с жерёбая «жерёбая» (о лошади); бре́зговать с тем же значением, что и в литературном языке; хорово́д, корово́д «хоровод»; пого́да в значении «плохая погода» и т. д. В южнорусском ареале этим словам соответствуют: дежа́, де́жка «посуда для приготовления теста»; коре́ц, ко́рчик «сосуд, которым черпают воду»; зе́лени, зеленя́, зе́ль «всходы ржи»; бре́шет наряду с ла́ет и га́вкает «лает» (о собаке); паха́ть с тем же значением, что и в литературном языке; ча́пля, ца́пля, ча́пельник, чапле́йка и другие слова с корнем чап (цап) «приспособление для вынимания сковороды из печи»; лю́лька «подвешиваемая к потолку колыбель»; зипу́н «мужская одежда определённого покроя»; ко́тная, ско́тная, суко́чая, ко́таная, суко́тная, суко́тая «суягная» и окоти́лась «оягнилась» (об овце); жерёбая, жерёбаная, су́жеребая, су́жерёбная «жерёбая» (о лошади); гре́бовать «брезговать»; корого́д, курого́д «хоровод»; пого́да в значении «хорошая погода» и т. д.
Кроме того, севернорусские говоры характеризуются общими чертами, не имеющими чёткого противопоставления в южнорусском ареале. В их число входят такие фонетические диалектные явления, как возможность произношения в ударном и первом предударном слоге гласного [и] перед мягкими согласными наряду с [е] в соответствии фонеме /ê/: в л[и́]сê «в лесу», б[и́]лен’кой «беленький», зв[и]р’йо́; ёканье — произношение безударного гласного [о] после мягких согласных (возможность произношения [о] наряду с [е] в соответствии с /о/ после мягких согласных перед твёрдыми в первом предударном слоге: [с’о]стра́ и [с’е]стра́, с[в’о]кро́вь и с[в’е]кро́вь; возможность произношения [о] в заударном положении перед твёрдыми согласными и в конечном открытом слоге: о́[з’о]ро «озеро», по́[л’о] «поле», вы́[н’о]с «вынес»); возможность усиленной лабиализации и изменения подъёма предударного гласного /о/ перед различными гласными под ударением независимо от качества соседних согласных: б[ô]л’ша́йа, б[оу]л’ша́йа, д[ô]мо́й, н[оу]ги́, ст[ô]лы́, ст[оу]лы́; произношение твёрдых губных согласных в соответствии мягким на конце слова: го́лу[п] «голубь», се[м] «семь», кро[в] или кро[w] «кровь»; произношение слова кринка с мягким р’ — к[р’]и́нка.
В числе морфологических и синтаксических явлений севернорусской локализации отмечаются такие, как наличие существительных ма́тка «мать», до́чка «дочь»; распространение слов — названий ягод, образованных с суффиксом -иц-: земл’ан[и́ц]а, брусн[и́ц]а, черн[и́ц]а; наличие словоформ типа крест’йа́н[а] «крестьяне» в именительном падеже множественного числа; формы множественного числа существительных мужского рода, обозначающие степени родства, с суффиксами -ов’й-, -ев’й-: з’атев’йа, д’адев’йа, братов’йа; наличие существительных, обозначающих молодые существа, в среднем роде с суффиксом -атк-: цыпл’атк[о], роб’атк[о], с формами множественного числа — цыпл’атк[а], роб’атк[а]; наличие согласуемых постпозитивных частиц -от, -та, -ту, -те (-ты, -ти): дом-от, жена́-та, жену́-ту, дома́-те и т. п.
Среди лексических особенностей отмечается распространение слов ухва́т «приспособление для доставания горшков из печи»; кри́нка «посуда для хранения молока»; сусло́н «малая укладка снопов»; заво́р/прово́р «жердь, закрывающая проезд или ворота», «проезд в изгороди»; пере́дник, борони́ть/боронова́ть, петь, льди́ны — все слова в том же значении, что и в литературном языке.

### Сельское жилище
Особенности в постройке традиционного сельского жилища обусловлены суровым климатом, характерным для Русского Севера — продолжительными и снежными зимами. Кроме того, важным условием, повлиявшим на формировании севернорусского типа жилища, было обилие леса. Повсеместно распространёнными были большие рубленые постройки, соединявшие, как правило, жилые и хозяйственные помещения под общей крышей. В отличие от южнорусского жилища, в котором преобладала четырёхскатная крыша, на севере чаще всего строили двускатные крыши, четырёхскатные («костром») встречались преимущественно в городах Русского Севера. Крыши покрывались в основном деревом (тёсом, драннкой, реже — соломой). Севернорусское жилище, особенно в XIX — начале XX века, украшалось обилием прорезной и плоской геометрической (с невысоким рельефом) резьбы.
Для планировки жилища, получившего название северно-среднерусского, характерно расположение русской печи в левом или правом углу у входа — устье печи было обращено к противоположной (лицевой) стене.

Образец севернорусского сарафана конца XIX века

Риги, овины, хлебные амбары в севернорусском и среднерусском регионе размещали для защиты от возможных пожаров отдельно от домов, подальше на свободное место. Бани ставили ближе к воде.

### Народный костюм
Сравнительно рано среди русского населения распространился единый тип мужской одежды, поэтому для севернорусского населения был характерен общерусский мужской народный костюм, включавший прямые туникообразные, а позднее и выкройные, рубашки-косоворотки с разрезом ворота сбоку, обычно слева (с воротником или без него), выпущенные поверх нешироких штанов (портов) и подпоясанные поясом. Из верхней мужской одежды известны кафтаны с клиньями по бокам, глубоко запахивающиеся на левую сторону («сермяги», «зипуны»), суконные армяки. Зимняя одежда — овчинные шубы, полушубки и длинные тулупы, подпоясанные яркими кушаками.
Женский севернорусский костюм дольше сохранял свои особенности. Поверх длинной рубашки из белого холста с поликами на севере носили сарафан (длинную плечевую безрукавную одежду), который подпоясывали тканевым поясом. По праздникам замужние женщины носили твёрдые головные уборы, богато украшенные вышивкой, парчой, жемчугом — кокошники и венцы. В будние дни носили повойник (небольшую шапочку с завязками) и платок.

## Субэтнические группы
Из двух самых крупных этнографических групп русского народа севернорусская является наиболее монолитной. Однородность севернорусского населения объясняется отсутствием частых миграций. Севернорусский регион в основном был освоен в результате стихийных крестьянских переселений с некоторой долей монастырской колонизации. Правительственная колонизация севера в сравнении с южнорусским регионом была незначительной. Переселенческие потоки новгородских и ростово-суздальских славян, двигавшиеся на север, часто пересекались и смешивались между собой, что препятствовало появлению резких диалектных и этно-культурных границ. В сложившемся культурно-языковом единстве Русского Севера, начиная с XIV—XVI веков, местное население различалось только лишь по территориальному признаку, северные великорусы включали группы онежан, каргопольщину, белозеров, двинян, пошехонцев, теблешан, ильменских поозёров, кокшаров, устюжан, важан, тотьмичей, вычегодцев и других, но уже с XVI века эти названия употреблялись всё реже. Особо в XIV—XVI веках в северодвинских землях выделялась только территория с преобладанием переселенцев из Ростово-Суздальской земли — «Ростовщина», клином врезавшаяся в области расселения новгородцев. Позднее её диалектные и этнокультурные особенности были утрачены.
Несмотря на единство севернорусского населения в диалектном и культурно-бытовом отношении, некоторые группы местных жителей развивались в некоторой степени обособленно. В первую очередь — это поморы. Одна из наиболее крупных субэтнических групп русских по численности (наряду с казаками), с высоким уровнем и устойчивостью самосознания. Поморы занимают северную окраину расселения северных великорусов — побережье Белого и Баренцева морей. Они представляют собой потомков главным образом новгородцев и отчасти ростово-суздальцев, начавших осваивать поморский регион с XII века. Формирование поморов происходило в результате сложных процессов, связанных с несколькими волнами переселений выходцев из севернорусских и среднерусских областей, а также с ассимиляцией местных групп финно-угорского, саамского и ненецкого происхождения. Доля финноязычного компонента в составе разных групп поморов неодинакова. В частности, для поморов Летнего берега она невелика, а для поморов Онежского берега составляет существенную часть их генофонда. Название «помор» впервые встречается в письменных источниках со второй четверти XVI века. Во многом обособленность поморов от остального русского населения сложилась под влиянием особых природных условий и основных занятий поморов — рыболовства и промысла морского зверя, мореходства и предпринимательства, определивших своеобразие поморского быта и уклада. Поморов выделяли также сословные отличия — они относились к государственным крестьянам. По вероисповеданию население поморского побережья в основном придерживалось старообрядческого беспоповского направления. В то же время по языку и народной культуре поморы в целом схожи с остальными северными великорусами.

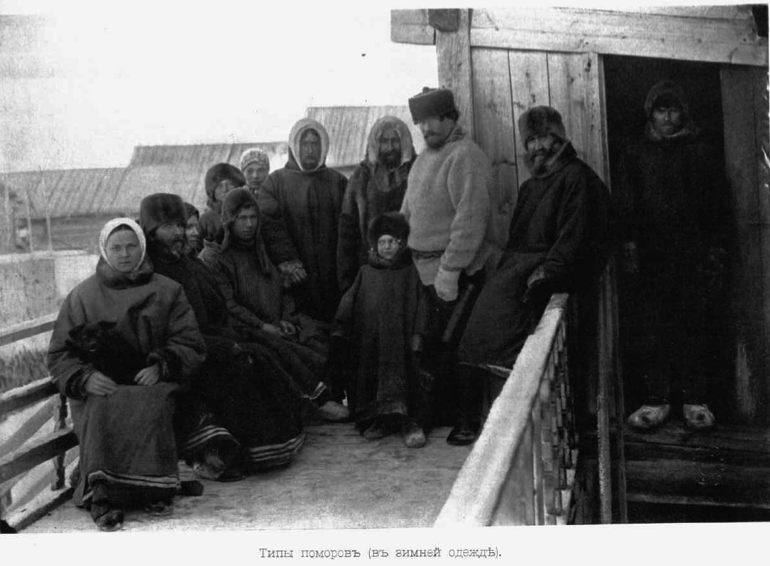
Поморы в зимней одежде (1914)

Поморы не являлись однородной субэтнической группой, в их составе выделялись несколько подгрупп. Их отличия были выражены в разной степени смешения с финноязычным населением, и обусловлены особенностями природной среды и географического положения, а также неодинаковым соотношением отраслей хозяйства. Выделялись «настоящие» поморы, жившие на Поморском берегу, иногда к ним относили жителей Летнего берега. Живущих на побережье Кандалакшского залива все остальные поморы называли «губянами» и «пяккой», не признавая их «настоящим» поморским населением. Жители Терского берега от Умбы до Поноя были известны под названиями «терчане» и «рокане» («роканы»). Названия «пякка» и «роканы» указывают по-видимому на не совсем русское происхождение данных групп.
В советскую эпоху этнографические различия среди разных групп русских нивелировались, это коснулось и поморов. После распада СССР, в 1990 — начале 2000 годов отмечались процессы возрождения поморской субэтнической группы и даже появились требования признать поморов самостоятельным народом. Поморы наряду с казаками и камчадалами были включены в список этнических общностей России, составленный по результатам переписи населения 2002 года. Согласно результатам переписи, поморы имели сильные позиции и устойчивое субэтническое самосознание. К поморам (в том числе и к канинским поморам) отнесли себя 6571 человек. По итогам переписи 2010 года число лиц, указавших принадлежность к поморскому субэтносу, сократилась до 3113 человек.

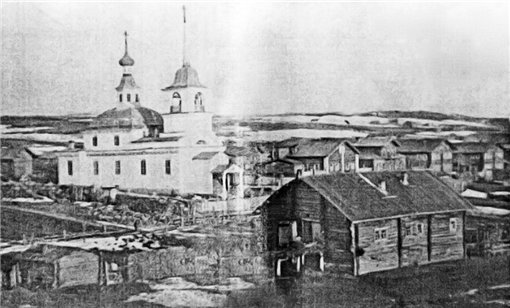
Усть-Цильма в начале XX века

К субэтносам Поморья также относят усть-цилёмов, или усть-цилёмцев и пустозёров (иногда их причисляют к поморам). К усть-цилёмам относится население Усть-Цильмы и окрестных селений по левым притокам реки Печоры в Усть-Цилемском районе Республике Коми. В основном этот субэтнос представляет собой потомков старообрядцев, массово переселившихся в Усть-Цильму на рубеже XVII—XVIII веков. Их изолированное положение в силу географических условий и религиозной замкнутости общины способствовало сохранению архаичных черт русской культуры (до начала XX века сохранялась развитая книжная рукописная традиция и былинный жанр в устном народном творчестве). Из-за сложности земледелия в условиях севера хозяйственная деятельность усть-цилёмцев была ориентирована на разведение скота, охоту и рыболовство. Одной из особенностей в традициях данной группы было почитание лиственницы, которая считалась «чистым деревом». Пустозёры, также жившие на Печоре, по происхождению были, по одной версии, потомками новгородцев, смешавшихся с финно-угорским населением, по другой, потомками московских служилых людей, с которыми также смешалась часть местного населения. Но, вероятнее всего, переселенцы из московского региона (ссыльные и купцы) появились в Пустозёрье несколько позже новгородцев, их влияние отражено в распространении среди пустозёров былин и акающего говора со смягчением согласной [к].
Также к севернорусским субэтническим группам относят сицкарей и тудовлян. Сицкари жили в селениях, расположенных по реке Сить в Моложском уезде Ярославской губернии. От остального ярославского населения сицкари отличались особенностями говоров — их оканье владимирского типа отличалось от севернорусского оканья. Вероятнее всего, сицкари были потомками переселенцев из среднерусских районов, расположенных к югу от Ярославского региона. Из-за диалектных и культурно-бытовых отличий соседи сицкарей считали их обрусевшими карелами, литовцами или белорусами. Вероятно, в состав субэтноса сицкарей в разное время влились группы карел, белорусов, переселенцев из Московской губернии. В отличие от соседних групп русских у сицкарей были развиты плотницкое ремесло и лесные промыслы. Тудовляне жили в селениях по реке Туд в Ржевском уезде Тверской губернии. В их говорах и народной культуре сочетались севернорусские и белорусские элементы. Предполагается, что тудовляне были обрусевшими белорусами. В течение XX века особенности в языке, материальной и духовной культуре, сближающие тудовлян с белорусами, были практически полностью утрачены.
Ряд локальных групп Русского Севера выделяются самоназванием, происхождением и отчасти диалектными особенностями. Тем не менее, к субэтническим группам их не относят, поскольку элементы культуры и быта у них ничем не отличаются от общесевернорусских. Это группы, сложившиеся в связи с бурлацким промыслом — ягутки (или ягуны), жившие до XIX — начала XX веков в Череповецком, Белозерском и Кирилловском уездах Новгородской губернии (название они получили по особенностям говора — произношению «яго» вместо «его») и гагары, проживавшие в сёлах Малмыжского уезда Вятской губернии. А также группа, выделяемая по принадлежности к помещику — пушкари — бывшие крестьяне Мусиных-Пушкиных в Весьегонском уезде Тверской губернии, ничем другим от остальных северных русских не отличавшиеся.
На севернорусских территориях в прошлом широко были распространены поселения старообрядцев, после раскола в русском православии старообрядческое население севера активно пополнялось в течение XVII—XIX веков переселенцами из более южных районов Европейской части России. Конфессиональные группы русских старообрядцев отличались от остального населения замкнутостью и патриархальным бытом, что способствовало сохранению многих архаичных элементов культуры и быта русского народа. Старообрядцы делились на два течения — поповщину и беспоповщину, в которых выделялись многочисленные толки и согласия. На севернорусской территории были распространены такие беспоповские толки, как поморский (даниловцы), филипповский, федосеевский и бегунский (страннический). Также на севере имелись представители поповского толка (беглопоповцы, Белокриницкая церковь) и промежуточного между поповцами и беспоповцами часовенного старообрядчества. По сравнению с остальным русским населением староверы на Русском Севере составляли сравнительно небольшую часть населения: в конце XIX века в Архангельской губернии их было 1,80 %, в Вологодской — 0,58 %, в Вятской — 3,17 %, в Костромской — 2,81 %, в Новгородской — 2,24 %, в Олонецкой — 0,81 %, в Пермской — 7,17 %, в Псковской — 3,17 %, в Санкт-Петербургской — 0,94 %.
В Карелии и Архангельской области проживает несколько обособленных групп севернорусского населения, которые редко упоминаются в работах по отечественной этнографии. Это — выгозёры, населявшие до середины XX века сёла по берегам Выгозера (сформировались из двух групп — обрусевших карелов западного берега Выгозера и русских, живших на восточном берегу), заонежане, населяющие этнографическую область Заонежье (сложились в результате смешения дославянского населения Заонежья — саамского, вепсского и карельского — и русских переселенцев), водлозёры, населявшие острова и побережье Водлозера в Пудожском районе (представляют собой смешанную группу из обрусевших вепсов, русских и отчасти карел), даниловцы (выговцы), жившие по берегам реки Выг (старообрядческое население разного происхождения), гангозёры (жители карельского села Гангозеро), а также кенозёра в Каргопольском районе Архангельской области.
Кроме того, северные великорусы являются важной составляющей русского населения Сибири. Переселенцы конца XVI—XVII веков из северных уездов Европейской России составили основную часть сибирских старожилов, прежде всего в Западной Сибири.
Со второй половины XIX века в составе русского этноса происходит стирание различий между локальными группами населения, вызванное усилением внутренних миграций, развитием средств массовой информации и другими факторами. Наиболее активно процесс слияния мелких субэтнических групп с основным массивом русских протекал в XX веке. В то же время с конца XX века отмечаются попытки возродить язык и обычаи субэтнических групп. На Русском Севере это происходит в основном в среде потомков поморов. Некоторое оживление интереса к прошлому наблюдается у потомков сицкарей. Известна также попытка искусственно сконструировать общность субэтнического типа в Мышкинском районе Ярославской области, в среде так называемых кацкарей.

## Исследование генофонда
Согласно исследованиям О. П. Балановского, анализ генетических расстояний по гаплогруппам Y-хромосомы европейских популяций показал наибольшую близость генофонда северных русских (расселённых севернее линии Великий Новгород-Кострома-Нижний Новгород) с генофондами населения Прибалтики (эстонцев, латышей и литовцев) и генофондами соседних финно-угорских народов (вепсов, карелов, коми). Вместе с этим генетические связи северных русских удалены на значительное расстояние как от русских центральных и южных европейских областей, так и от финнов.